# پرواز شماره ۲۹۶ ایر فرانس
پرواز شماره ۲۹۶ ایر فرانس(به انگلیسی: Air France Flight 296) یک پرواز از پاریس به مقصد بازل بود که با ۱۳۶ مسافر و ۶ خدمه بودند، در تاریخ ۲۶ ژوئن ۱۹۸۸ در هابشیم دچار سانحه شد و ۳ نفر جان باختند 
بیشتر سکانس تصادف که در مقابل  چندین هزار تماشاگر رخ داد، در فیلم هایشان ضبط شد
.

## شرح حادثه
این پرواز خاص، اولین پرواز مسافربری A320 بود و بیشتر آن‌هایی که در هواپیما بودند روزنامه‌نگاران و برندگان مسابقه قرعه‌کشی بودند و بلیت‌هایی را به عنوان بخشی از یک رویداد تبلیغاتی توسط کسب‌وکارهای محلی برنده شده بودند.  قرار بود پل هوایی با سرعت پایین با ارابه فرود در ارتفاع ۱۰۰ فوت (۳۰ متر) انجام شود.  در عوض، هواپیما پرواز را در ۳۰ فوت (۹ متر) انجام داد، درختان جنگل را در انتهای باند فرود (که در نقشه فرودگاه نشان داده نشده بود) رد کرد.  خلبانان) و سقوط کرد.  همه 136 مسافر از برخورد اولیه جان سالم به در بردند، اما 3 نفر بر اثر استنشاق دود ناشی از آتش سوزی بعدی جان باختند.  یک پسر چهار ساله در صندلی 4F، یک دختر بچه 7 ساله در صندلی 8C، که توسط صندلی خود به جلو هل داده شده و تلاش می کند کمربند ایمنی را باز کند، و یک بزرگسال که به گفته شریک زندگی اش، با او به خروجی رسیده بود اما  سپس برگشت تا سعی کند به کودک 7 ساله کمک کند.  (کودک با برادر بزرگترش سفر کرده بود، اما جدا از هم نشسته بود؛ هنگامی که او سعی داشت خواهرش را پیدا کند، توسط جریانی از فراریان از بین رفت).
گزارش‌های رسمی به این نتیجه رسیدند که خلبان‌ها خیلی پایین،  و خیلی آهسته پرواز کردند که نتوانستند جنگل را ببینند و به طور تصادفی به داخل آن پرواز کردند.  کاپیتان، میشل آسلین، این گزارش را رد کرد و ادعا کرد که یک خطا در کامپیوتر fly-by-wire مانع از اعمال نیروی رانش و بالا کشیدن او شد.  پنج نفر، از جمله کاپیتان و افسر اول، بعداً به جرم قتل غیرعمد مجرم شناخته شدند.  کاپیتان آسلین که بی گناه خود را حفظ کرد، ده ماه در زندان و ده ماه دیگر به حبس تعلیقی ادامه داد.
این اولین سقوط مرگبار ایرباس A320 بود.